# Spodoptera teferii
Spodoptera teferii är en fjärilsart som beskrevs av François Louis Nompar de Caumont de Laporte 1984. Spodoptera teferii ingår i släktet Spodoptera och familjen nattflyn. Inga underarter finns listade i Catalogue of Life.